# 8 mesos
8 mesos (títol original en suec, Doktrinen) és una sèrie de televisió sueca de thriller i drama que es va estrenar a TV4 i TV4 Play el 12 de novembre de 2024. Johan Lundin la dirigeix juntament amb Jens Jonsson, que també ha escrit el guió. S'ha subtitulat al català per a FilminCAT.
El rodatge de la sèrie va començar el març del 2023 i està basada en la novel·la de suspens Åtta månader de Magnus Montelius del 2019. Està produïda per Erik Magnusson per a Anagram Sverige, en coproducció amb, entre d'altres, TV4 Media i Film i Väst.